# Vulkanoklastični sedimenti
Vulkalnoklastični sedimenti su sedimentne stijene sastavljene pretežno od čestica vulkanskog podrijetla. Vrstu nastalog vulkanoklastičnog taloga određuje vrsta magme. Magma može biti kisela, neutralna ili bazična, što ovisi uglavnom o geotektonskom položaju. Kiselije magme sadrže veći udio volatila. U volatile prije svega spadaju H2O i CO2.
Vulkanoklastični sedimenti dijele se prema kriteriju nastanka na autoklastične, piroklastične naslage nastale slobodnim padom iz zraka, vulkanoklastične nastale procesima tečenja, hidroklastične i epiklastične naslage.

## Vanjske poveznice
- Igneous rock
- Igneous, Plutonic and Intrusive
- Gabbro